# Moritz Friebe
Moritz Friebe, né le 30 novembre 1846 à Reichenbach im Eulengebirge et décédé le 26 mai 1937, est un instituteur allemand de l'enseignement secondaire.

## Biographie
Friebe a fréquenté le lycée Sainte-Marie-Madeleine de Breslau. À partir de 1865, il étudie la philologie à l'université Frédéric-Guillaume de Silésie. Du 19 juillet 1865 au semestre d'été 1867, il est actif dans le Corps Marcomannia Breslau. La Faculté de Philosophie de l'Université de Breslau lui décerne un doctorat, dont la thèse est récompensée par le Königlichen Preis (« Prix Royal ») le 22 mars 1869. Professeur stagiaire à l'école Roi-Guillaume de Reichenbach depuis 1869, il passe l'examen pro facultate docendi à Breslau le 25 février 1870.
Il reste comme professeur adjoint à Reichenbach et passe au Gymnasium de Liegnitz comme professeur titulaire en  1872. En 1879, il est reçu en tant que professeur principal au lycée royal de Bromberg (de). Nommé par la Couronne de Prusse le 18 février 1885, le ministre des Affaires spirituelles, éducatives et médicales lui confie la direction du Realgymnasium de Fraustadt. En 1895, il est nommé directeur du Gymnase de Posen, qui porte le nom de Gotthilf Berger (de). Lorsqu'à Pâques 1906, le Gymnase Berger est séparé de la Berger Oberrealschule, il conserve la direction du Gymnase, qui s'appelle depuis lors Gymnase Auguste Viktoria,. Friebe a vécu jusqu'à l'âge de 90 ans. Son fils était Günther Friebe II (né le 27 janvier 1884 et décédé le 20 janvier 1964), plus tard directeur à Hanovre.